# Amelia Griffiths
Amelia Griffiths (1768 — 4 janvier 1858, Torquay), souvent nommée dans les ouvrages de l'époque Mrs Griffiths of Torquay, est une botaniste et phycologue amatrice britannique. Elle est connue pour ses nombreuses et importantes collectes d'algues, dont Ceramium botryocarpum en 1844. Elle entretient une correspondance avec William Henry Harvey pendant de nombreuses années, devenant son amie proche. Harvey lui dédie son Manual of British Algae en 1849.

## Biographie
Née en 1768, elle épouse un pasteur anglican en 1794 et s'installe à St Issey (Cornouailles), mais se trouve très vite veuve, dès 1802, avec cinq enfants à élever. Elle vit d'abord à plusieurs endroits du sud du Davon, puis se fixe définitivement à Torquay en 1829. Elle collecte les algues et se forme en botanique marine avec Samuel Goodenough, membre fondateur de la Linnean Society. Elle découvre plusieurs espèces et entretient une correspondance avec des botanistes britanniques et d'autres pays européens. Sa correspondance avec le botaniste de Kew Gardens, William Hooker, donne naissance à une amitié de trente ans. Mais sa principale relation scientifique est avec William Henry Harvey. Ils font connaissance en 1832, et elle lui soumet un certain nombre de descriptions, illustrations et commentaires. Il lui dédie l'édition de 1849 de son Manual of the British Marine Algae, indiquant qu'elle est, selon lui, « A lady whose long-continued researches have, more than those of any other observer in Britain, contributed to the present advanced state of marine botany ». Il la mentionne à nouveau dans ses mémoires, en indiquant qu'elle avait « le don le plus heureux de trouver les plantes les plus rares, dans le plus parfait état ».
Elle ne publie que trois écrits scientifiques : un compte rendu d'histoire naturelle de Torbay, intégré dans l'édition de 1832 par Octavian Blewitt de The Panorama of Torquay, et deux communications dans The Phytologist (en), en 1842 où elle identifie une plante récoltée en Écosse, et en 1843, où elle rapporte ses observations sur une variété de mousse. 
Elle collabore avec sa fille, Amelia Elizabeth Griffiths (1802-1861), qui mène des recherches sur les mousses. Elle meurt à Torquay, en janvier 1858, quatre jours avant son 90e anniversaire.

## Distinctions et hommages
En 1808, Dawson Turner nomme l’espèce d'algues Fucus griffithsiae (depuis renommée  Gymnogongrus griffithsiae) en son honneur.
En 1817, le botaniste suédois Carl Adolph Agardh nomme le genre d’algues rouges Griffithsia en son honneur.
Elle est membre fondateur de la société d'histoire naturelle de Torquay, en 1844.